# Юсим, Цви
Цви Юсим (порт. Henrique Iusim — Энри́ке Ю́сим, ивр. צבי יתום‎, идиш הערש יתום‎ — Герш Ю́сим; 15 марта 1916, Секуряны, Хотинский уезд, Бессарабская губерния — 1986, киббуц Мефальсим, Израиль) — бразильский еврейский литератор, педагог, лексикограф, переводчик.

## Биография
Родился в Секурянах в семье лесничего Меера-Дониела Юсима и Шейвы Швейцер. В 1937 году эмигрировал в Бразилию, где окончил Федеральный университет Рио-де-Жанейро и защитил диссертацию доктора философии по теме «Фома Аквинский и Маймонид». Работал директором еврейской школы в Рио-де-Жанейро, с обучением на иврите и португальском языке. Одновременно преподавал идиш и еврейскую литературу в Еврейской учительской семинарии в Рио-де-Жанейро, возглавлял издательство Edicóes Biblos.
Начал публиковаться на идише в 1934 году в кишинёвской газете «Унзер цайт» (Наше время, редактор З. Розенталь). Затем публиковался на идише и на иврите в «Карнену» (Кишинёв), «Дер найер момент» (Сан-Паулу), «Дер велт-шпигл» (Сан-Паулу, 1938—1940), «Ди идише пресе» (Рио-де-Жанейро) и других периодических изданиях Бразилии. В книжной форме на идише и на португальском языке выходила как публицистика Цви Юсима, так и справочные материалы, в том числе трёхтомный словарь используемых в идише гебраизмов — лексем древнееврейского и арамейского происхождения (1954), лексикон деятелей еврейской культуры Бразилии в пяти томах (1953—1957), иврит-португальский словарь (3 переиздания, 1975—1982), труды по истории еврейской литературы, педагогические материалы, книги для детей.
Перевёл на португальский язык «Историю еврейского народа» С. М. Дубнова в двух томах (совместно с женой Рут Юсим). Публиковался также на испанском языке.
В 1968 году эмигрировал в Израиль, поселился в Холоне и модифицировал имя на «Цви Ятом».

## Семья
Племянники (сыновья двоюродного брата) — израильские политики Дани Ятом и Эхуд Ятом.

## Книги
Публикации на португальском и испанском языках — под именем Энрике Юсим (Henrique Iusim), на идише — Цви Юсим (צבי יתום).
- Hagadá de Pésach (пасхальная Агада, двуязычное издание с комментариями). Рио-де-Жанейро: Organisação juvenil sionista unificada, 1946.
- Simon Dubnov. História Judáica. Tradução por Ruth e Henrique Iusim. Rio de Janeiro: S. Cohen, 1948. — 534 p.
- אַפּיקורסישע געדאַנקען װעגן י. ל. פּרץ, צו זײַן הונדערטסטן געבױרנטאָג (апикорсише геданкен вегн И. Л. Перец, цу зайн хундертстн гебойрнтог — еретические мысли о И. Л. Переце, к его столетнему юбилею). Рио-де-Жанейро, 1952.
- אוצר פֿון העברעיִזמען: װערטערבוך פֿון העברעיִשע און אַראַמעיִשע עלעמענטן אין דער ייִדישער שפּראַך (ойцер фун хебреизмен: вертербух фун хебреише ун арамеише элементн ин дер идишер шпрах — сокровищница гебраизмов: словарь древнееврейских и арамейских элементов в еврейском языке). В 3-х томах. Рио-де-Жанейро, 1953.[5]
- לעקסיקאָן פֿון ייִדישע עסקנים און קולטור-טוערס אין בראַזיל (лексикон фун идише асконим ун култур-туерс ин Бразил — лексикон деятелей еврейской культуры в Бразилии). В 5 томах с иллюстрациями. Рио-де-Жанейро, 1953—1957.
- Breve história da literatura Judaica (Краткая история еврейской литературы, с Исайей Рафаловичем). Рио-де-Жанейро: Edicóes Biblos, 1962.
- הגדה של פסח (пасхальная Агада, двуязычное издание с комментариями). Второе издание. Рио-де-Жанейро: Estabelecimentos Gráficos Monte Scopus, 1962.
- Album bíblico para crianças (Библейский альбом для детей). Рисунки Отто Гейсмара (1873—1957). Рио-де-Жанейро: Biblos, 1963.
- Uma visão panorâmica da história do Judaísmo clássico, em perguntas e respostas (Обзор истории традиционного иудаизма в вопросах и ответах). Рио-де-Жанейро: Ediçóes Biblos, 1965.
- Síntesis histórica de la literatura judía (исторический синтез еврейской литературы). На испанском языке. Буэнос-Айрес: Comité Judío Americano, Oficina Latinoamericana, 1966.
- El Talmud (введение в Талмуд). На испанском языке. Буэнос-Айрес: Servicio Comunitario Educativo y Cultural para las Comunidades Judías de América Latina; Comité Judío Americano, Oficina Latinoamericana, 1966.
- As raízes do judaísmo clássico: o judaísmo como filosofia de vida (Истоки традиционного иудаизма: иудаизм как философия жизни). Рио-де-Жанейро: Editora B'nai B'rith, 1968.
- Breve introdução ào Talmud (Краткое введение в Талмуд). Рио-де-Жанейро: Editôra B'Nai Brith, 1968.
- Antologia da literatura Hebraica moderna: poesia e prosa de Israel (Антология современной ивритской литературы: поэзия и проза Израиля). Рио-де-Жанейро, 1969.
- מילון בסיסי עברי פורטוגלי / Dicionario básico-hebraico português (Начальный иврит-португальский словарь, с Р. Бальгур). Тель-Авив: Hotsaʼat sefarim Maʻariv, 1975; Рио-де-Жанейро: Não Encontrada, 1977; Рио-де-Жанейро: Biblos, 1982; Сан-Паулу: Vida Nova, 1982. — 127 p.